# 阿罗马尼亚语

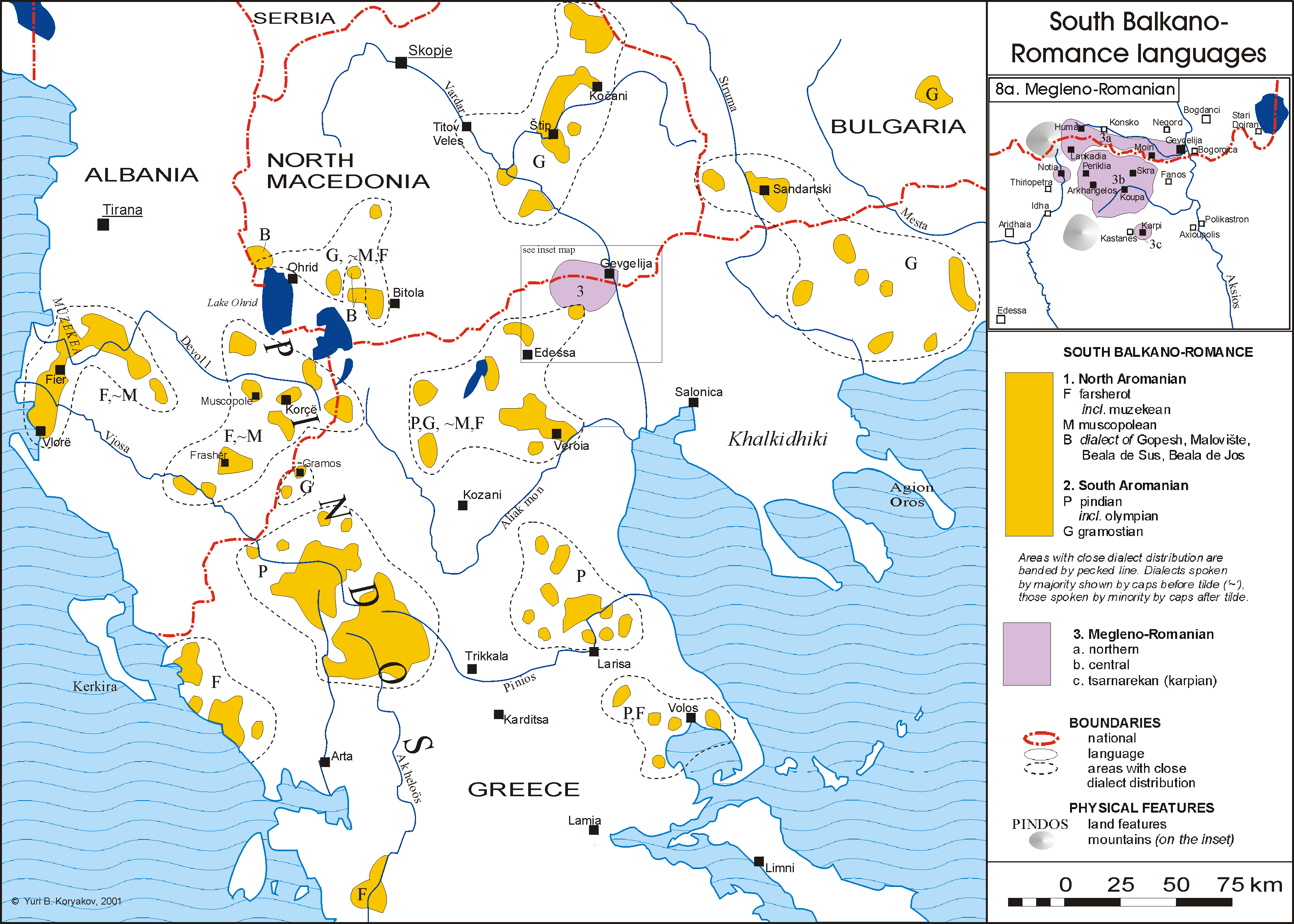
阿罗马尼亚语方言

阿罗马尼亚语，又称阿羅蒙語、马其顿-罗马尼亚语、瓦拉几语，属印欧语系罗曼语族东罗曼语支，是一种主要分布在东南欧的语言，使用人口约30万。阿罗马尼亚语属广义的罗马尼亚语，与罗马尼亚语（达科-罗马尼亚语）有许多相似之处，不同之处则在于罗马尼亚语受斯拉夫语族影响较深，而阿罗马尼亚语主要受希腊语的影响。

## 地理分布
阿罗马尼亚语使用地区包括希腊、罗马尼亚、保加利亚、阿尔巴尼亚、北马其顿等国的部分地区，其中希腊的使用者最多。北马其顿是唯一承认阿罗马尼亚人为少数民族的国家。阿尔巴尼亚承认阿罗马尼亚人为文化或语言少数群体。
罗马尼亚也有大量的阿罗马尼亚语使用者。一些阿罗马尼亚人主要在1925年之后，从希腊、阿尔巴尼亚、保加利亚 、南斯拉夫迁入罗马尼亚。 

## 语法
与罗马尼亚语十分相似。
- 有单数和众数，无双数。
- 是空主语语言。
- 动词有多种变位。

## 文字
阿罗马尼亚语使用拉丁字母。